# 태극학회
태극학회(太極學會)는 대한제국 시기에 일본 유학생들이 결성한 학생 단체이다.

## 개요
1905년 일본 도쿄에서 황해도와 평안도 지역 출신 유학생들이 중심이 되어 조직했다. 초기에는 새로 유학 오는 후배를 돕기 위한 강습소로 시작되었다가, 1905년 9월 15일에 정식으로 창립되었다.
초기에는 유학생 친목 단체 또는 학술단체로서 출발하였으나, 차츰 조선에 지회를 설치하면서 애국계몽 운동 단체로서의 성격을 보였다. 태극학회와 갈이 관서 지방을 기반으로 삼고 있던 서우학회 측의 지원을 받기도 했다. 관서 지방에서 영향력이 큰 안창호도 도쿄에 들러 태극학회 간부들을 만났다.
1909년에 기호 지역을 기반으로 한 대한학회와 함께 대한흥학회를 출범시키면서 해체되었다.

## 조직과 활동
초기에는 평의원을 선출하여 운영하다가, 1906년에 초대 회장으로 장응진을 선출했다. 1907년부터는 대한제국 국내에 지회를 설치하였다. 지회는 평안북도 성천군과 의주군 등 여섯 군데에 있었다. 회원 수는 지회 회원을 합쳐서 600여 명이었고, 1908년 6월 말을 기준으로 일본 유학생의 약 40퍼센트는 태극학회 회원이었다.
태극학회는 기관지 《태극학보》를 발간하고, 산하에 교육 기관인 태극학교를 운영했다. 《태극학보》는 일본에서 발행된다는 제한 때문에 정치적인 내용은 담고 있지 않으며, 계몽적인 기사와 문예 작품을 실었다. 1906년 8월에 창간호를 내고 1908년 12월에 통권 27호를 발간한 뒤 종간되었고, 온전히 학생의 힘으로만 편찬되었다는 특징이 있다.